# Hypericum crenulatum
Hypericum crenulatum är en johannesörtsväxtart som beskrevs av Pierre Edmond Boissier. Hypericum crenulatum ingår i släktet johannesörter, och familjen johannesörtsväxter. Inga underarter finns listade i Catalogue of Life.